# Домовый усач
Уса́ч домо́вый, или дровосе́к домо́вый, или чёрный домово́й дровосе́к, или се́рый домово́й дровосе́к (лат. Hylotrupes bajulus) — вид жуков подсемейства настоящих усачей (Cerambycinae) семейства усачей (Cerambycidae), являющийся техническим вредителем.
Взрослый жук длиной от 7 до 21 мм. Яйцо длиной около 2 мм и 0,5 мм в поперечнике. Личинка длиной старшего возраста длиной до 25 мм, шириной головы 4 мм. Куколка длиной 14-25 мм и шириной брюшка до 7 мм, в климатических условиях Европы появляется в июне и июле.
Личинки развиваются в прочной сухой древесине деревьев различных хвойных. Генерация вида двух-четырёх летняя Взрослых жуков встретить можно с мая по август.

## Распространение
В европейской части России встречается всюду (исключая Крайний Север), более обычен на юге и в Сибири. Также распространён на Кавказе, Закавказье, (в том числе Армении); Иране, Турции, Месопотамии, Сирии, Малой Азии, Северной Африке, в Восточной и Западной Европе (кроме крайнего севера) и восточном Китае (Шанхай) Интродуцирован в Северную Америку из Европы. Домовой усач также был ввезён и в Новую Зеландию.

## Морфология

### Имаго
Голова между усиками слабо выпуклая, посередине с продольной бороздкой, в неровной пунктировке, в серых пригнутых по направлению вперёд волосках. Глаза широко и очень глубоко выемчатые, промежуток между долями глаз незначительно уже верхней доли. Усики тонкие и короткие, достигаю середины надкрылий, первый членик тонкий, не длиннее третьего членика.
Переднеспинка поперечно-овальная, на боках закруглённая, на основании с гладкой узкой чуть оттянутой каёмкой, на диске в мелкой пунктировке, в коротких волосках, на боках в плотной пунктировке и в густых длинных стоячих светлых волоска (поэтому на боках переднеспинка кажется густощетинистой), на середине с парой широко расставленных гладких мозолей. Щиток короткий, на задней части широко закруглённый. Надкрылья умеренно вытянутые, выпуклые, с закруглёнными плечами, без околоплечевого вдавления, на вершине с узко закруглённым внутренним и полого скошенными наружным углом, в морщинистой очень неровной пунктировке, в серых нежных волосках, которые образуют отдельное скопление в виде неровных поперечно расположенных пятен. Переднегрудь, среднегрудь и заднегрудь в мелкой сравнительно густой пунктировке. Брюшные стерниты в мелкой насечковидной пунктировке. Нижняя сторона тела в светлых полуприлегающих или стоячих волосках.

### Яйцо
Яйцо белого цвета, вытянутое, на одном полюсе более расширенное, широко округлённое, на другом приострённое. Хорион гладкий, матовый.

### Личинка
Голова по направлению вперёд суженная, на половину втянута в переднегрудь. Эпистома незначительно выпуклая, на переднем крае с нечётко выраженной рыжеватой каёмкой, посередине чуть выемчатая, в задней половине с едва выраженным продольным швом. Лобные швы не заметны. Гипостома чуть выпуклая белая, на переднем крае без каёмки или с очень узкой рыжеватой каёмкой, широкая, на боках широко закруглённая, посередине разделена полоской, на основании слабо расширенной гуларной пластинкой. Височно-теменные доли в передней половине с одиночными волосками, на переднем крае со слабо наметившейся рыжеватой каёмкой, которая не охватывает основание усиков отступая назад от усиков с темя рыхловато-пигментированным или пигментированные, наполовину выступают за передний край головной капсулы, их первый членик не короче остальных вместе взятых. Наличник слабо трапециевидный, с рыжеватым оттенком. Верхняя губа поперечно-овальная, на переднем крае широко закруглённая, в коротких светлых коротких волосках, Верхние челюсти на вершине широко закруглённые чёрные, на основании красные, на наружной стороне посередине в задней половине с глубокой продольной вмятиной. Внутренние жевательные лопасти широко закруглённые, в данном месте с короткими щетинками. Нижнечелюстные щупики короткие, выдаются вперёд за вершинную внутренних лопастей только одним последним члеником.
Переднеспинка в передней половине с двумя поперечными четырёхугольными желтовато-рыжими пятнами, которые имеют на переднем крае по одной небольшой выемке, на боках с обширными жёлтыми пятнами, на диске перед щитом и на боках в коротких рыжеватых волосках, которые образуют обычно сплошное поле. Щит переднеспинки выпуклый кожистый, в продольных штриховидных морщинках, посередине с продольной узкой бороздкой, по бокам с длинными продольными бороздками, на переднем крае посередине и на передних углах вперёд почти не оттянутый. Переднегрудка в ровных коротких рыжеватых волосках. Переднегрудочка голая, на боках ограничена глубокой бороздкой, в грубоватых морщинках. Грудные ноги короткие, у некоторых особой более развитые, с острым игловидным коготком.
Брюшко на боках в очень тонких светлых волосках. Дорсальные двигательные мозоли достаточно выпуклые кожистые, морщинистые, посередине их разделяет продольная бороздка, на боках с короткими продольными бороздками, которые имеют иногда вид глубоких лучевидных вмятин, соединяющиеся с передней и задней поперечными бороздками. Вентральные двигательные мозоли аналогичного строения, разделены лишь одной поперечной бороздкой, который соединяется на боках с латеральными продольными бороздками.

### Куколка
Голова квадратная, на затылке закруглённая. Среднеспинка продолговатая, выпуклая, с едва оттянутым щитком. Заднеспинка посередине с продольной бороздкой. Брюшко на первом-четвёртом тергитах с мелкими щетинконосными шипиками, которые образуют поперечное овальное скопление, прерванное посередине. Седьмой тергит брюшка треугольный вытянутый, почти параллельносторонний, слабо суженный к вершине, по боками от средней линии в мелких шипиках, задние бёдра заходят за передний крайчетвёртого тергита.

## Развитие
Самка откладывает яйца в щели древесины погибших хвойных деревьев. На место, где самка будет откладывать яйца, её влекут запахи аттрактивных (привлекающих) веществ, которые выделяет смола, поэтому сосновые породы чаще используются для развития личинкой усача. Одна самка способна отложить в течение всей жизни до 100 яиц и более. Инкубационный период длится от одной до трёх недель. При температуре 31,5οC личинки начинают отрождаться через девять дней после кладки яиц.
Личинки развиваются в прочной сухой древесине, прокладывают там извилистые ходы, забивают их мелкой белой буровой мукой. Живут до трёх лет, имеются данные о личинках, которые прожили 8 лет. Личинки последнего возраста делают в верхнем слое древесины колыбельку, продольно стволу и в ней окукливаются. Окукливание личинок наблюдается в мае. Через две или три недели из куколок отрождаются жуки, которые покидают древесину.
Личинки домового усача отличаются от других насекомых-дендрофагов тем (например, мебельного точильщика), что могут переваривать древесину без содействия белков и микроорганизмов, находящихся в кишечнике многих других насекомых. Однако, если кормовая древесина повреждена грибком, то рост личинки ускоряется.

## Экология
В природе стацией являются главным образом хвойные леса, где домовой дровосек заселяет сухостой. Личинка развивается в сухой древесине (в которой не более 20 % влажности, хотя при влажности ниже 11-12 % рост личинок сильно замедляется или временно прекращается), главным образом хвойных пород.
Личинка заселяет сухостой следующих видов деревьев: сосна алеппская (Pinus halepensis), сосна обыкновенная (Pinus sylvestris), ель обыкновенная (Picea abies), пихта белая (Abies alba), европейский кедр (Pinus cembra).

### Естественные враги
На личинках домового усача паразитируют некоторые осы-наездники семейства браконид — Doryctes leucogaster (Doryctinae), и ихневмонид — Ephialtes manifestator (Pimplinae) и Cryptus minator (Cryptinae). На личинок охотятся также и другие жуки, например, домовой пестряк (Opilo domesticus (Sturm, 1837)).

## Экономическая значимость
Чаще чем сухостой данный вид заселяет древесные части построек и телеграфные столбы, реже мебель. Несмотря на широкое распространение популяция его везде разная. Сильнее всего вредит в прибалтийском регионе и на Украине, в юго-западных районах лесной зоны.

## Изменчивость
Жуки разных вариетет отличаются друг от друга окраской надкрылий, ног, отчасти и распределением волосяного покрова. Формы с светлыми надкрыльями более обычны на юге. Форма мозолей переднеспинки сильно варьирует: от длинного мозоля до короткого и круглого.
Phymatodes testaceus f. typica — тело от светло-бурого до смоляно-чёрного. Надкрылья в нежных сероватых или беловатых волосках, с двумя перевязями из волосяных пятен (перед серединой и сзади её), более или менее заметных, от сплошных, чаще же прерванных.
| Аберрации          | Автор        | Описание |
| ------------------ | ------------ | --- |
| H. b. ab. theresae | Pic          | Как типичная форма, но надкрылья на основании от буровато-жёлтого до бледно буровато-жёлтого.                                                          |
| H. b. ab. scutifer | (Voet, 1778) | Надкрылья бледно буровато-жёлтые, Волоски, покрывающие тело жука, более бледноватый или белый, волосяные пятна часто неясны. Ноги тёмные.              |
| H. b. ab. puellus  | Villa        | Надкрылья светлые. Ноги и усики буроватые до буро-красных. Тело часто более маленькое.                                                                 |
| H. b. ab. syriacus | Théry        | Иногда переднеспинка в густом волосяном опушении, ток что голыми остаются мозоли. Надкрылья в густых волосках. Нижняя сторона тела космато волосистая. |
| H. b. ab. demelti  | Podany       | |